# Till Death Unites Us
Albums de Norther
Death Unlimited
(2004) N
(2008)
Till Death Unites Us est le quatrième album studio du groupe de death metal mélodique finlandais Norther. L'album est sorti le 25 janvier 2006 sous le label Spinefarm Records.
Contrairement à la plupart des productions précédentes de Norther, cet album ne contient aucun titre qui soit une reprise d'un groupe.
Le titre Scream est sorti plus tard en single.

## Musiciens
- Petri Lindroos − chant, guitare
- Kristian Ranta − guitare, chant clair
- Jukka Koskinen − basse
- Tuomas Planman − claviers
- Toni Hallio − batterie

## Liste des morceaux
1. Throwing My Life Away – 3:08
2. Drowning – 3:47
3. Norther – 3:41
4. Everything – 4:32
5. Evil Ladies – 3:37
6. Omen – 4:27
7. Scream – 4:19
8. Fuck You – 2:03
9. Alone in the End – 4:09
10. Die – 2:23
11. Wasted Years – 5:01
12. The End of Our Lives – 3:34